# Periodizace dějin evropské hudby
Následující seznam slouží jako orientační rozdělení dějin evropské hudby. Jsou-li uváděny letopočty, pak se jedná vždy o přibližné rozdělení s vědomím, že odliv jednoho slohu a převládnutí jiného jsou postupné procesy.
- Středověká hudba (476–1430)
  - Ars antiqua (1250–1320)
  - Ars nova (1320–1430)
- Renesance (1430–1600)
- Baroko (1600–1750)
- Klasicismus (1750–1820)
- Romantismus (1820–1900)
- Hudba 20. století (1900–2000)
- Současná klasická hudba (od roku 1975 do dneška)